# Vaclav Smil

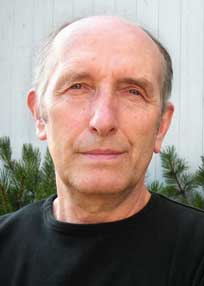
Vaclav Smil (2010)

Vaclav Smil CM (* 9. Dezember 1943 in Pilsen) ist Kanadier tschechischer Herkunft, Professor für Umweltwissenschaften an der University of Manitoba in Winnipeg, Kanada. Er beschäftigt sich vor allem mit interdisziplinären Fragen zu den Themen Energie, Umwelt, Nahrung, Bevölkerung, Wirtschaft, Geschichte und Public Policy.

## Leben und Wirken
Smil studierte an der Karls-Universität Prag an der Fakultät für Naturwissenschaften, wo er 1965 promoviert wurde. 1969, kurz nach dem Einmarsch der Warschauer-Pakt-Staaten in die ČSSR, ging er in die Vereinigten Staaten, wo er an der Pennsylvania State University studierte und mit einem Ph.D. abschloss.
Smil meint, dass die Globalisierung nur an der Oberfläche zu einer Angleichung der Lebensverhältnisse führe. Tatsächlich sei in den letzten Jahren die Ungleichheit in der sogenannten entwickelten Welt, etwa in den USA und in Kanada, stark gestiegen.

“The surface may seem to be getting flatter (the same brands, cars, e-gadgets, the world of Sony, Toyota and LG, are encountered from Seoul to Soweto). But underneath, the differences (economic but also cultural and, most distressingly, the religious ones) are actually getting greater. This is not only in China and India (where the proverbial tide lifts all boats, but those of the new urban class float now relatively lot higher than decades ago) but for the past generation even in the U.S. and Canada, where inequality is increasing. Think of nearly 50 million Americans living on food stamps.”

Smil ist Autor von 37 Büchern (bis 2017). 2010 wurde er vom Magazin Foreign Policy zu den 100 einflussreichsten globalen Denkern gezählt (Platz 49).
Im Herbst 2013 war er als EADS Distinguished Visitor an der American Academy in Berlin.

## Veröffentlichungen

### Monographien
- Biomass Energies: Resources, Links, Constraints. Plenum Press, New York 1983.
- The Bad Earth: Environmental Degradation in China. Sharpe, Armonk 1984.
- Carbon Nitrogen Sulfur: Human Interference in Grand Biospheric Cycles. Plenum Press, New York 1985.
- Energy Food Environment: Realities Myths Options. Oxford University Press, Oxford 1987.
- Energy in China's Modernization. Sharpe, Armonk 1988.
- General Energetics: Energy in the Biosphere and Civilization. Wiley, New York 1991.
- Global Ecology: Environmental Change and Social Flexibility. Routledge, London 1993.
- China's Environment: An Inquiry into the Limits of National Development. Sharpe, Armonk 1993.
- Energy in World History. Westview Press, Boulder 1994.
- Energies: An Illustrated Guide to the Biosphere and Civilization. MIT Press, Cambridge 1998.
- Cycles of Life: Civilization and the Biosphere. Scientific American Library, New York 2000.
- Feeding the World: A Challenge for the 21st Century. MIT Press, Cambridge 2000.
- Enriching the Earth: Fritz Haber, Carl Bosch and the Transformation of World Food Production. MIT Press, Cambridge 2001.
- The Earth's Biosphere: Evolution, Dynamics and Change. MIT Press, Cambridge 2002.
- China’s Past, China’s Future. RoutledgeCurzon, New York, Londres 2004.
- Creating the Twentieth Century: Technical Innovations of 1867–1914 and Their Lasting Impact. Oxford University Press, New York 2005.
- Energy at the Crossroads Global Perspectives and Uncertainties. MIT Press, Cambridge 2005.
- Transforming the Twentieth Century: Technical Innovations and Their Consequences. Oxford University Press, New York 2006.
- Energy in Nature and Society: General Energetics of Complex Systems. MIT Press, Cambridge 2007.
- Global Catastrophes and Trends: The Next Fifty Years. MIT Press, Cambridge 2008, ISBN 978-0-262-19586-7.
- Oil: A Beginner's Guide. Oneworld, Oxford 2008.
- Why America is Not a New Rome. MIT Press, Cambridge 2010, ISBN 978-0-262-19593-5.
- Energy Myths and Realities: Bringing Science to the Energy Policy Debate. AEI Press, Washington D.C. 2010, ISBN 978-0-8447-4328-8.
- Prime Movers of Globalization: The History and Impact of Diesel Engines and Gas Turbines. MIT Press, Cambridge 2010, ISBN 978-0-262-01443-4.
- Japan’s Dietary Transition and Its Impacts. MIT Press, Cambridge 2012, ISBN 978-0-313-38177-5.
- Should We Eat Meat? Evolution and Consequences of Modern Carnivory. Wiley, New York 2013, ISBN 978-1-118-27872-7.
- Harvesting the Biosphere; What We Have Taken from Nature. MIT Press, Cambridge 2013, ISBN 978-0-262-01856-2.
- Made in the USA: The Rise and Retreat of American Manufacturing. MIT Press, Cambridge 2013, ISBN 978-0-262-01938-5.
- Making the Modern World: Materials and Dematerialization. Wiley, New York 2013, ISBN 978-1-119-94253-5.
- Energy transitions: history, requirements, prospects. Praeger, Santa Barbara 2010, ISBN 978-0-313-38177-5.
- Power Density: A Key to Understanding Energy Sources and Uses. MIT Press, Cambridge 2015, ISBN 978-0-262-02914-8.
- Natural Gas: Fuel for the 21st Century. Wiley, New York 2015, ISBN 978-1-119-01286-3.
- Energy and Civilization: A History. MIT Press, Cambridge 2017, ISBN 978-0-262-03577-4.
- Growth: From Microorganisms to Megacities. MIT Press, Cambridge 2019, ISBN 978-0-262-04283-3.
- Numbers Don't Lie: 71 Things You Need to Know About the World. Penguin 2021, ISBN 978-0241989692.
- Grand Transitions: How the Modern World Was Made. Oxford University Press, Oxford 2021, ISBN 978-0190060664.
- How the World Really Works: The Science Behind How We Got Here and Where We're Going. Viking 2022, ISBN 978-0593297063.
- Invention and Innovation: A Brief History of Hype and Failure. The MIT Press 2023, ISBN 978-0262048057.